# Dan Shamir
Dan Shamir (in ebraico דן שמיר‎?; Gerusalemme, 2 febbraio 1975) è un allenatore di pallacanestro e dirigente sportivo israeliano.

## Carriera in Italia
Il 26 giugno 2022 l'Olimpia Milano annuncia il suo inserimento nello staff tecnico come assistente allenatore.

## Palmarès

### Squadra
- Coppa di Israele: 3

Hapoel Gerusalemme: 2006-07, 2007-08
Hapoel Holon: 2017-18

### Individuale
- Miglior allenatore della Ligat ha'Al: 1

Hapoel Holon: 2017-18